# Gruppo di NGC 1012
Il Gruppo di NGC 1012 è costituito da un terzetto di galassie situate nella costellazione dell'Ariete. La distanza media tra il centro di massa di questo gruppo e la nostra Via Lattea è di circa 37 milioni di anni luce (11,4 Mpc).

## Membri
Le tre galassie componenti il gruppo, indicate nell'articolo di Garcia del 1993 sono indicate nella tabella seguente.
| Nome     | Classificazione | Tipo                   | RA (J2000.0)  | DEC (J2000.0) | Velocità radiale (km/s) | Magnitudine apparente | Distanza (Mpc) | Dimensioni (kal) |
| -------- | --------------- | ---------------------- | ------------- | ------------- | ----------------------- | --------------------- | -------------- | ---------------- |
| NGC 1012 | Sbc             | Lenticolare            | 02h 39m 14.9s | 30° 09′ 05″   | 987 ± 3                 | 12,0                  | 11,3 ± 0,8     | 42               |
| UGC 2017 | Im              | Irregolare magellanica | 02h 32m 45.2s | 28° 50′ 27″   | 985 ± 5                 | 15,27 ± 0,10          | 11,2 ± 0,8     | 35               |
| UGC 2053 | Im              | Irregolare magellanica | 02h 34m 29.3s | 29° 44′ 59″   | 1029 ± 5                | 14,16                 | 11,9 ± 0,9     | 33               |

Il sito DeepskyLog permette di trovare agevolmente le costellazioni in cui si trovano le galassie; in alternativa si possono utilizzare le coordinate delle galassie per individuarle. Se non altrimenti indicato, le coordinate sono quelle fornite dal sito NASA/IPAC (National Aeronautics and Space Administration / Infrared Processing and Analysis Center).